# MTV Video Music Awards Japan 2003
Die MTV Video Music Awards Japan 2003 wurden am 25. Mai 2003 im Saitama Super Arena, Saitama verliehen. Die Moderation übernahmen Rapper Zeebra und die japanische Schauspielerin Nana Katase. Es handelte sich um die zweite Verleihung der MTV Video Music Awards Japan.

## Auftritte
- 175R
- Blue
- Chemistry
- Craig David
- Eve
- Crystal Kay
- M-Flo
- Rip Slyme
- Run DMC
- Sketch Show

## Gewinner und Nominierte
| Video of the Year | Best Male Video |
| --- | --- |
| Rip Slyme – Rakuen Baby - Eminem – Without Me - Avril Lavigne – Complicated - Mr. Children – Hero - Hikaru Utada – Sakura Drops                                                      | Craig David – What’s Your Flava? - Eminem – Without Me - Ken Hirai – Ring - Tamio Okuda – Man wo Jishite - Justin Timberlake – Like I Love You |
| Best Female Video | Best Group Video |
| Hikaru Utada – Sakura Drops - Avril Lavigne – Complicated - Jennifer Lopez featuring Styles P and Jadakiss – Jenny from the Block - Misia – Back Blocks - Ringo Shiina – Kuki (Stem) | Rip Slyme – Rakuen Baby - Blue – One Love - Bon Jovi – Everyday - Mr. Children – Hero - Oasis – Little by Little |
| Best New Artist | Best Rock |
| Avril Lavigne – Complicated - Ashanti – Foolish - Minmi – The Perfect Vision - t.A.T.u. – All the Things She Said - The Music – The People                                           | Red Hot Chili Peppers – By the Way - Coldplay – In My Place - Dragon Ash – Fantasista - Foo Fighters – All My Lif - Sum 41 – Still Waiting |
| Best Pop Video | Best R&B Video |
| Blue – One Love - BoA – Valenti - Ayumi Hamasaki – Real Me - Mr. Children – Hero - Justin Timberlake – Like I Love You                                                               | Crystal Kay – Girl U Love - Ashanti – Foolish - Chemistry – My Gift to You - Craig David – What’s Your Flava? - TLC – Girl Talk |
| Best Hip-Hop Video | Best Dance Video |
| Rip Slyme – Funkastic - Eminem – Without Me - Missy Elliott – Work It - King Giddra – F.F.B. - Nelly – Hot in Herre                                                                  | Supercar – Yumegiwa Last Boy - Kylie Minogue – Come Into My World - Moby – We Are All Made of Stars - Sketch Show – Turn Turn - Underworld – Two Months Off |
| Album of the Year | Best Video from a Film |
| Chemistry – Second to None - Eminem – The Eminem Show - Avril Lavigne – Let Go - Rip Slyme – Tokyo Classic - Hikaru Utada – Deep River                                               | Eminem – Lose Yourself (aus 8 Mile) - Beyoncé – Work It Out (aus Austin Powers in Goldständer) - King Giddra – Generation Next (aus Madness in Bloom) - Madonna – Die Another Day (aus James Bond 007 – Stirb an einem anderen Tag) - Supercar – Yumegiwa Last Boy (aus Ping Pong) |
| Best Live Performance | Best Collaboration |
| Kick the Can Crew - Craig David - Exile - Eve - Suite Chic | Suite Chic featuring Firstklas – Good Life - Eve featuring Alicia Keys – Gangsta Lovin’ - Crystal Kay featuring Sphere of Influence and Sora – Hard to Say - Nelly featuring Kelly Rowland – Dilemma - Rhymester featuring Crazy Ken Band – Nikutai Kankei part 2                  |

### Legend Award
Run DMC